# Ménothy Cesar
Ménothy Cesar (* 1983 in Haiti) ist ein haitianischer Schauspieler.

## Auszeichnungen
2005 erhielt er den Marcello-Mastroianni-Preis als bester Nachwuchsdarsteller auf den Filmfestspielen von Venedig für seine Rolle des Legba in dem Film In den Süden. Den Preis konnte er nicht persönlich entgegennehmen, da er kein Ausreisevisum erhielt.

## Filmografie
- 2005: In den Süden (Vers le sud) von Laurent Cantet
- 2011: Der Aufsteiger (L'exercice de l'État), von Pierre Schoeller